# Ritrul Rigzin Choegyal
Drubwang Adzin Rinpoché (tibétain : གྲུབ་དབང་ཨ་འཛིན་རིན་པོ་ཆེ, Wylie : grub dbang a 'dzin rin po che), également connu sous le nom de Ritrul Rigdzin Chogyal (tibétain : རི་སྤྲུལ་རིང་འཛིན་ཆོས་རྒྱལ་, Wylie : ri sprul ring 'dzin chos rgyal), né en 1933 dans le Kham et mort le 6 juin 1997 en Inde, est le 4e Ripa Chogtrul. 

## Biographie
Ritrul Rigdzin Chogyal est né en 1933, fils de Ripa Dungdzin Jangchub Shenpen et de Mayum Palden Tsomo. Il est le frère aîné de Namkha Drimed Rabjam Rinpoché. En raison de sa reconnaissance par Dzongsar Khyentsé Chökyi Lodrö en tant que réincarnation du 3e ripa tulkou, Pema Dondrub Gyaltsen, il reçut le nom de Ritrual Rigdzin Chogyal. 
Khewang Lama Tsethar, élève de Dzogchen Khenpo Shenga, lui a enseigné les sciences bouddhistes ainsi que les pratiques de danse rituelle, et les chants liturgiques appartenant à la tradition ripa.  Ripa Jigme Tsewang Chokdrub et le 6e Taksham, Karma Sangak Tendzin Dorje, lui ont transmis l'intégralité des initiations de la lignée ripa.
Lors du soulèvement tibétain de 1959, avec son frère cadet Namkha Drimed Rabjam Rinpoché, son entourage, et plusieurs assistants et moines de sa communauté, Rigdzin Chogyal Rinpoché, se rend à la colonie d'Orissa en passant par Pemako. Avec Namkha Rinpoché, il imprima le seul manuscrit en Inde du rassemblement Taksham de l'intention de tous les yidams (Yidam Gongdu), après l'avoir emprunté à Chatral Rinpoché. 
Il a fait construire le monastère de Rigon Thubtan Mindroling et y a institué une communauté de moines en exil en Inde.
Élu député en 1972, pendant trois ans, Rigdzin Chogyal Rinpoché a accepté la responsabilité de représenter la communauté nyingmapa à la 5ᵉ Assemblée du peuple tibétain. Il a alors entretenu une relation chaleureuse et étroite avec le Dalaï-Lama qui l’a loué à plusieurs reprises.
Les étudiants de Rigdzin Chogyal Rinpoché l'ont invité en Inde, au Bhoutan, en Suisse et dans d'autres pays, bien qu'il ait toujours vécu comme un grand renonçant.
Le 6 juin 1997, Rigdzin Chogyal Rinpoché, est mort, en tukdam, posture de méditation pendant trois jours. Quand sa famille et ses disciples, dirigés par Drubwang Chagme Rinpoché et Namkha Rinpoché, l’ont incinéré, des signes ont été interprétés comme indiquant qu'il était un être éveillé, comme des arcs-en-ciel en sa direction et l’apparition de reliques de cinq couleurs.